# 草原真知子
草原 真知子（くさはら まちこ、1948年 - ）はメディアアート研究者。キュレーター。早稲田大学文化構想学部教授。工学博士（東京大学）。父は物理学者の久保亮五、祖父は中国文学者の久保天随。夫は草原克豪。

## 人物
1960年に東京教育大学附属小学校（現・筑波大学附属小学校）、1967年に同附属中・高（現・筑波大学附属中学校・高等学校）卒業。国際基督教大学教養学部卒業。
1980年代前半よりメディアアートおよびメディア論の研究を行い、CG、インタラクティブ・アート等を紹介してきたこの分野の草分けの一人。文化庁メディア芸術祭、SIGGRAPH, Ars Electronica,　SFMOMA、ISEA、IVRCなど数多くの国際公募展の委員を務めるほか、科学万博、世界デザイン博、東京都写真美術館、NTTインターコミュニケーション・センターなどの展示プロデュースにも関わってきた。
東京工芸大学芸術学部助教授、神戸大学大学院自然科学研究科助教授を経て、2003年より早稲田大学文学部教授（2007年の学部再編より現職）。またUCLAの客員教授も務める。

## 著書
- 『人工生命の美学』(共著 洋泉社 1993年)
- 『テクノカルチャーマトリクス』(共著 NTT出版 1994年)
- 『インターメディウム・テキストブック』(共著 光琳社 1997年)
- 『Robot in the Garden』(共著 MIT Press 2000年)

## 作品
- 『ディジタルな植物図鑑』（1991年）
- 『時間の博物誌』（1993年）
- 『国際連画』 (共同制作 1994年)
- 『Ride of Your Life』 (1994年)
- 『Fantastic Phantom Slipper』 (共同制作 1997年)